# Soacha

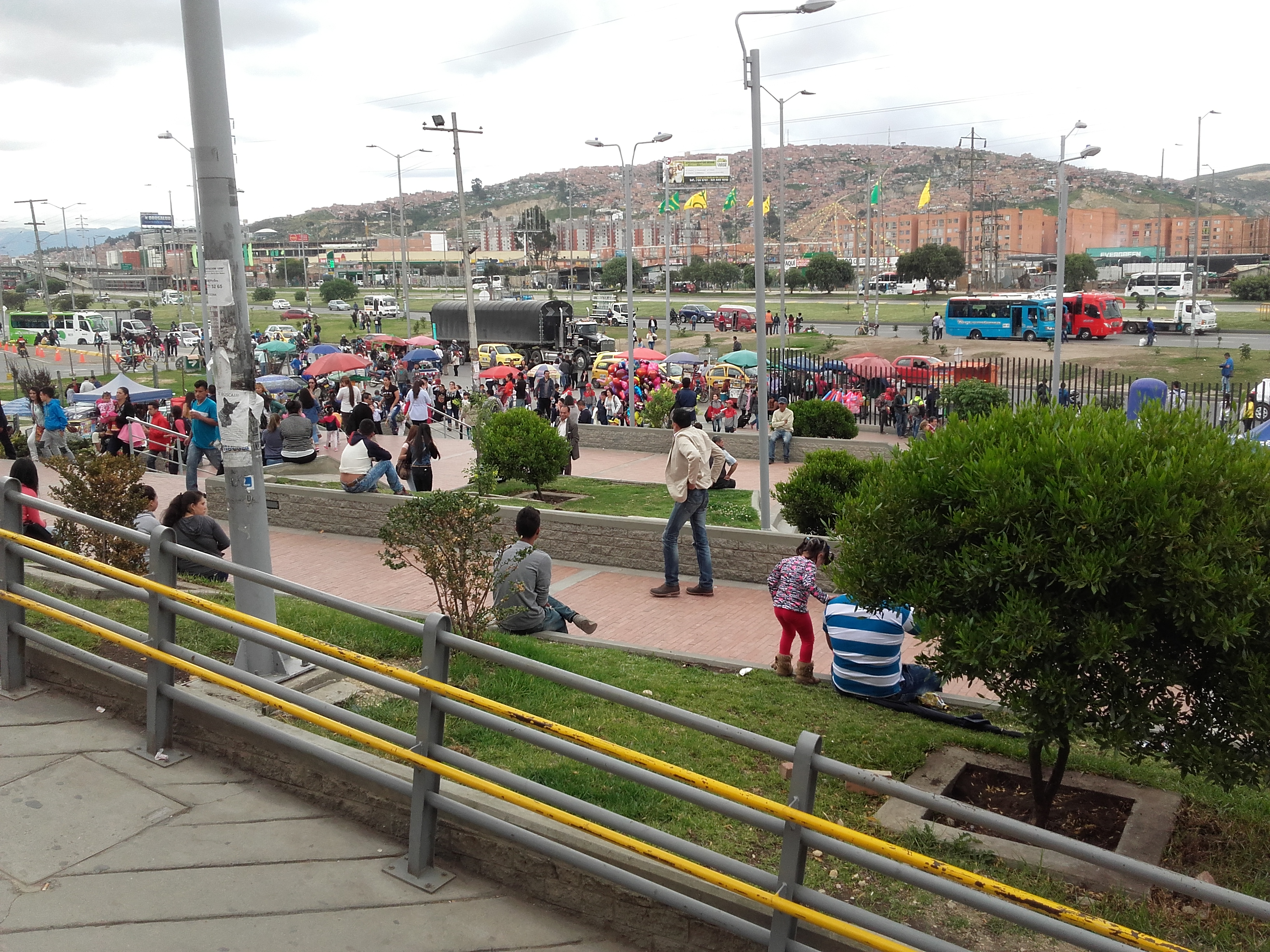
Soacha

Soacha é o município mais populoso do departamento de Cundinamarca, na Colômbia. Sua superficie total é de 184,45 km². Sua área urbana está conurbada com a do Distrito Capital de Bogotá, de cuja Área Metropolitana faz parte. Sua população é de 660.179 habitantes.